# Hylia (geslacht)
Hylia is een geslacht van zangvogels waarbij de familie lange tijd incertae sedis is, maar in 2019 wordt ondergebracht in de opnieuw opgerichte familie Hyliidae. De wetenschappelijke naam van het geslacht is voor het eerst geldig gepubliceerd in 1859 door Cassin.
Er is één soort:
- Hylia prasina – Hylia